# Vision de l'insecte
 (octobre 2021).
Si vous disposez d'ouvrages ou d'articles de référence ou si vous connaissez des sites web de qualité traitant du thème abordé ici, merci de compléter l'article en donnant les références utiles à sa vérifiabilité et en les liant à la section « Notes et références ».

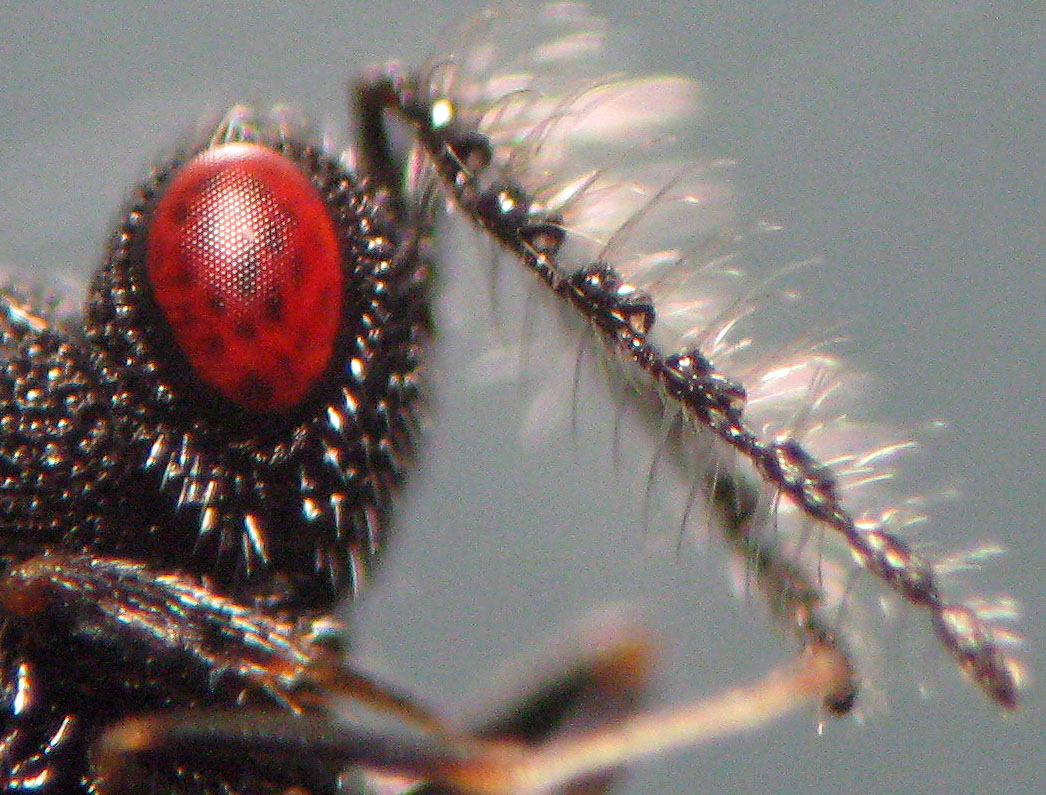
Œil composé d'un hyménoptère.

Les insectes, grâce à leurs yeux composés, ont une vision des couleurs, comme l'a montré Karl von Frisch (1886-1982).
Ils voient avec un spectre différent de celui des êtres humains. En particulier, certains (abeilles par exemple) perçoivent des radiations de l'ultraviolet proche, invisibles à l'œil humain. Les fleurs ont souvent des marques ultraviolettes visibles pour de tels pollinisateurs.
Ils savent aussi détecter la lumière polarisée.
Par exemple la notonecte, lorsqu'elle part d'une mare à la recherche d'une autre, recherche cette lumière polarisée, signe de la présence d'une étendue d'eau.
Par exemple une coccinelle a deux yeux, mais elle ne voit pas très bien. En particulier, elles ne distinguent pas les couleurs.

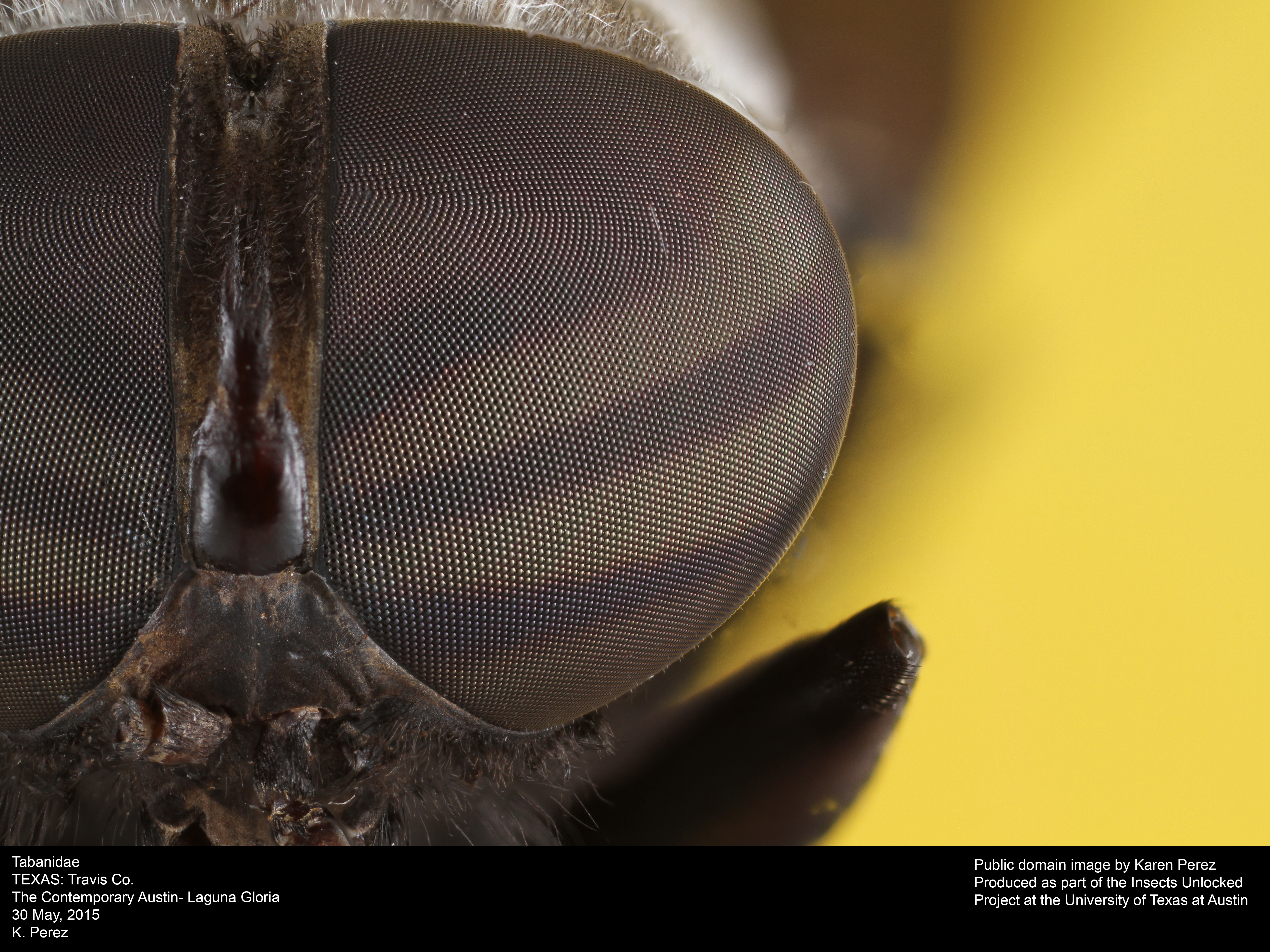
Gros plan de l'œil d'un taon.